# Jean Cyrano
Jean Cyrano, né le 5 mai 1902 à Saint-Fiacre-sur-Maine, mort le 18 juillet 1967 à Bargemon (Var), est un acteur et chanteur français.
Il fut le compagnon de la chanteuse et actrice Germaine Lix.

## Biographie
Jean Cyrano, de son vrai nom Gustave Joseph Julien Marie Cormerais, commence sa carrière vers 1925. Il connaît un succès croissant notamment en devenant l’interprète des chansons officielles du Tour de France entre 1932 et 1935. Il forme à cette occasion un duo avec l'accordéoniste Frédo Gardoni qui multiplie les apparitions dans les galas et les music-halls parisiens. C'est également à cette époque qu'il est engagé dans des rôles, le plus souvent chantants, dans des films de cinéma. À partir de 1936 il forme un couple avec Germaine Lix, avec laquelle il ne se marie cependant pas. Il poursuit sa carrière sous l'Occupation, collaborant notamment aux "tréteaux" de la France Socialiste. Le couple se sépare à une date indéterminée mais antérieur à 1945, date à laquelle il se marie avec une autre personne. Il décède à Bargemon (Var), le 18 juillet 1967.
- 1934 : L'Ange gardien ou Le marin chantant de Jean Choux
- 1935 : Le Bébé de l'escadron de René Sti
- 1935 : Un soir de bombe de Maurice Cammage : Bébert
- 1936 : Notre-Dame-d'Amour de Pierre Caron : Marius
- 1936 : Les Demi-vierges de Pierre Caron : Valbell
- 1936 : Le Roman d'un spahi de Michel Bernheim
- 1936 : La Terre qui meurt, de Jean Vallée : Jean Nesmy
- 1937 : Police mondaine de Michel Bernheim et Christian Chamborant